# BRIT School
BRIT School, właściwie Brytyjska Szkoła Sztuki Widowiskowej i Technologii (ang. BRIT School for Performing Arts and Technology) – państwowa i bezpłatna szkoła średnia założona w 1990 roku, wyspecjalizowana w kształceniu adeptów branży muzyczno-estradowej, w tym m.in. piosenkarzy, producentów muzycznych, dźwiękowców, scenografów, operatorów itp.
Szkoła przeznaczona jest dla uczniów w wieku od 14 do 19 lat. Sponsorem szkoły jest Organizacja Brytyjskiego Przemysłu Muzycznego (ang. British Record Industry Trust, w skrócie: BRIT).
Budynek szkoły mieści się pod adresem CR0 2HN przy ulicy 60 The Crescent w miejscowości Croydon.
Absolwentami BRIT School jest wielu artystów, którzy osiągnęli międzynarodowych sukces komercyjny, w tym m.in.: Tom Holland, Adele, Amy Winehouse, Katie Melua, Kate Nash, Ella Eyre, Katy B, Jessie J, Rizzle Kicks, The Kooks i Leona Lewis.

## Historia
BRIT School została założona przez Marka Featherstone-Witty’ego, który został zainspirowany filmem Fame (Sława) w reżyserii Alana Parkera i również chciał założyć liceum sztuk widowiskowch. Featherstone-Witty stworzył wówczas zintegrowany program nauczania oraz zaczął zbierać fundusze na założenie szkoły za pośrednictwem Szkoły Organizacji Sztuki Widowiskowej (ang. School for Performing Arts Trust, w skrócie SPA). Ostatecznie szkoła powstała w ramach programu CTC (ang. City Technology College), czyli technikum utrzymywanego wspólnie przez państwo i koła biznesu.
Przez ponad 20 lat istnienia, BRIT School zapewniła brytyjskiemu przemysłowi muzycznemu ponad siedem milionów funtów zysku. Część funduszy zbierana jest podczas corocznej ceremonii wręczenia Nagród Brit, czyli nagród brytyjskiego przemysłu fonograficznego.